# Lambertus Hardenberg (Maler, 1744)

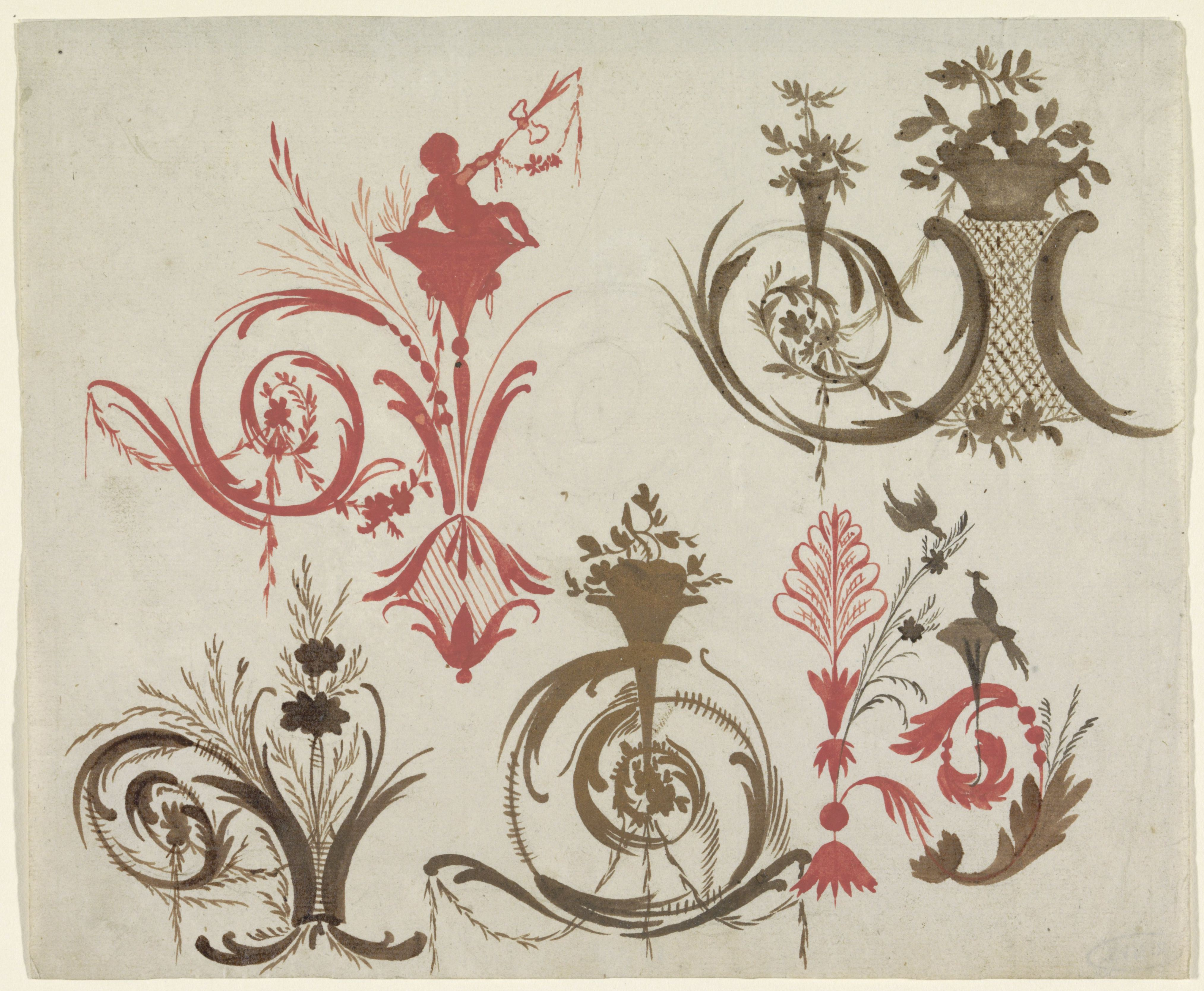
Arabesken mit Vasen

Lambertus Hardenberg (* 1744 in Leeuwarden; † 17. Juli 1819 in Den Haag) war ein niederländischer Kutschen- und Wandmaler sowie Besitzer einer Kutschenwerkstatt.
Er war der Vater des Kutschenmalers Lambertus Hardenberg (1784–1847), Großvater des Landschafts- und Vedutenmalers Lambertus Hardenberg (1822–1900) und des Kutschenmalers und Kunstsammlers Jan Frederik Hardenberg (1825–1885). 
Er kam nach Paris 1768 und wurde dort zum Kutschenbauer ausgebildet. Ab 1770 war er in Den Haag ansässig.
Die von ihm in Den Haag errichtete Kutschenmalerei-Werkstatt wurde von seinem Sohn und Enkel weitergeführt.
Neben der Kutschenmalerei beschäftigte er sich mit der Wandmalerei, schmückte die Wände der vornehmen Haager Häuser mit Arabeskenmustern.
Einige seiner Arabeskenentwürfe befinden sich in den Sammlungen des Rijksmuseum Amsterdam.